# Amati Kraslice
Amati Kraslice, ранее Amati Denak, ранее Amati-Kraslice — чешский изготовитель духовых (и до 1990 года также ударных) инструментов, их комплектующих и аксессуаров.

## История
В сентябре 1945 года в городе Краслице была основана компания, объединившая производственные мощности предприятий, выпускавших музыкальные инструменты (в частности, Julius Keilwerth, Kohlert, F.X.Hüller). Название Amati, ассоциирующееся с известным итальянским семейством скрипичных мастеров досталось ей из-за первоначальных планов выпускать также и струнные инструменты.
Тремя годами позже, в результате прихода к власти прокоммунистического правительства, компания была национализирована. Со временем она стала основным чехословацким производителем духовых и ударных инструментов (последние более не выпускаются). Её продукция поставлялась в страны СЭВ, в СССР были известны саксофоны «Amati Kraslice» — Super Classic и Classic Deluxe.
В ходе проведенной в 1990-х годах приватизации, в 1993 году к наименованию компании была добавлена аббревиатура Denak (Dechove nastroje Kraslice — Духовые инструменты Краслице). В это же время был прекращён выпуск ударных инструментов.
В число брендов входят также фирмы V. F. Červený & synové (завод в Градец-Кралове, производящий овальные саксгорны) и Stowasser, общая численность персонала которых достигает 500 человек (из них около 200 на головном предприятии). Инструменты Amati представлены в более чем 50 странах на всех континентах.
В 1980-х годах фирма Amati была одним из немногих производителей, чья продукция экспортировалась в СССР, в основном это были трубы.

## Продукция компании
На данный момент в ассортименте компании представлены как деревянные (кларнеты, флейты, фаготы, саксофоны), так и медные (трубы, корнеты, флюгельгорны, саксгорны, мелофоны, тромбоны, различные тубы, горны, и рожки) духовые инструменты, а также аксессуары к ним. Свою отдельную линейку моделей имеет подразделение V. F. Červený.